# Vranožka šupinatá
Vranožka šupinatá (Coronopus squamatus) je rostlina s poléhavou, v kruhu rozprostřenou lodyhou, kvetoucí drobnými bílými květy. Je to druh z rodu vranožka (Coronopus) který bývá nově považován za součást rodu řeřicha, vranožka šupinatá je pak nazývána binomickým jménem Lepidium coronopus.

## Rozšíření
Druh pocházející z oblastí okolo Středozemního moře se postupně rozšířil do celé Evropy, Severní Ameriky, jižní Afriky, Austrálie i na Nový Zéland. V České republice se tento nepůvodní druh vyskytuje poměrně řídce, občas vyrůstá v teplých oblastech ve středních a severozápadních Čechách a na střední a jižní Moravě.
Požaduje vlhčí jílovité až písčité půdy s vysokým obsahem dusíku a dalších živin, není na závadu ani vysoké půdní zasolení. S oblibou si vybírá místa teplá a dobře osluněná, mohou být i silně sešlapávaná. Často roste na hospodářských dvorech kde se v blízkosti chová hovězí dobytek, brav nebo drůbež, tam nachází bohatý zdroj dusíku a vytváří silné rostliny. Dále se vyskytuje i na polních cestách nebo chudých a hodně spásaných pastvinách.
Je to vysloveně ruderální druh kterému vyhovuje specifický biotop ve kterém jsou rostliny vystaveny častému a intenzivnímu zhutňování půdy. Vyrůstá s oblibou na místech kde je půda silně udusaná a tudíž málo provzdušněná a se špatnou vzlínavosti kapilární vody. Na polích nebo v zahradách roste vzácně.

## Popis

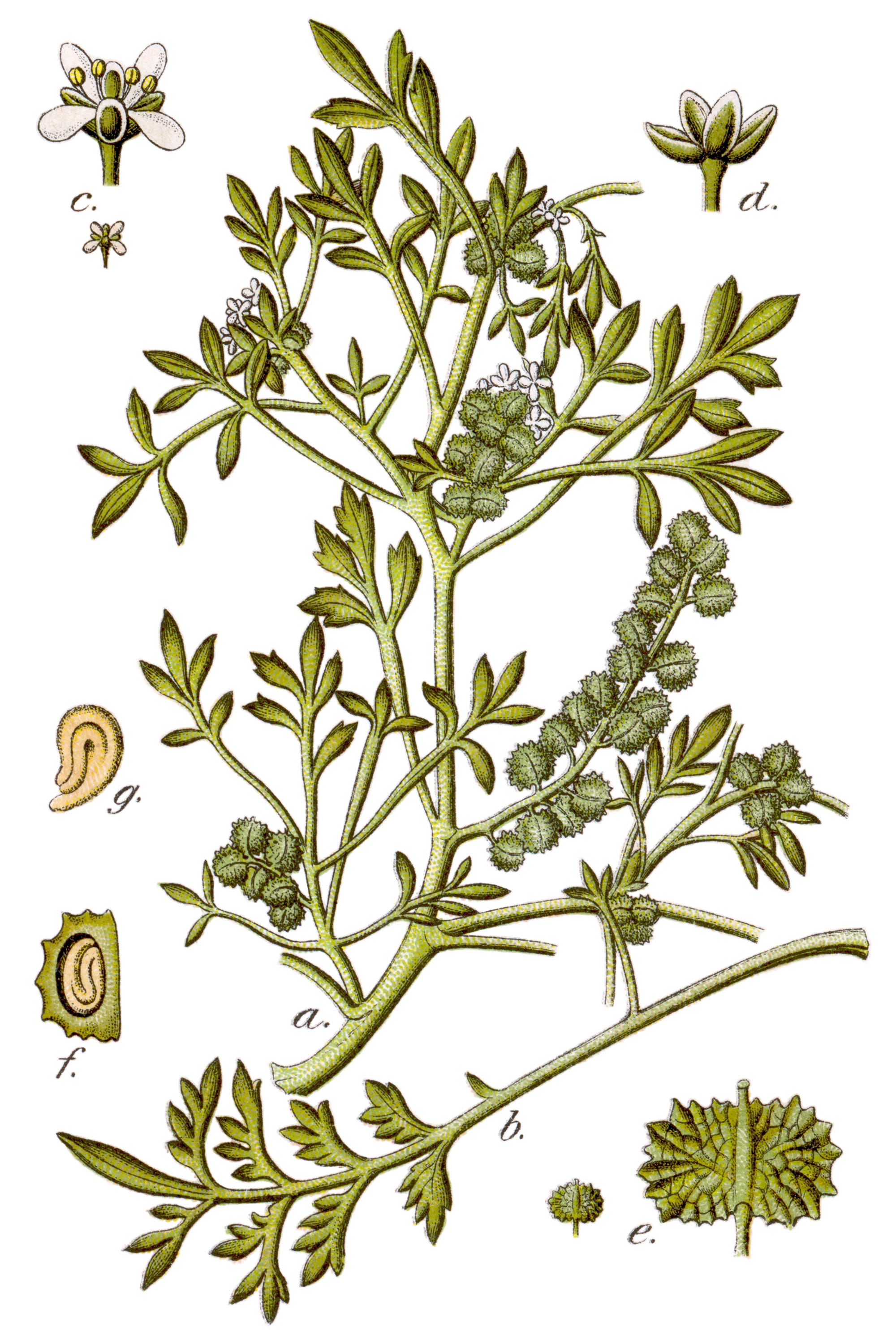
Nákres rostliny

Jednoletá až dvouletá lysá rostlina se silně rozvětvenou, poléhavou lodyhou, dlouhou 10 až 30 cm. Lodyha se obvykle rozrůstá po zemi v kruhu, v hustém porostu může být vystoupavá až polovzpřímená. Tmavozelené listy v přízemní růžici i listy lodyžní mají čepele 5 až 12 cm dlouhé, kopinaté či obkopinaté, peřenodílné až peřenosečné a bývají složené ze 4 až 7 párů úkrojků. U spodních listů jsou úkrojky podlouhle vejčité a nepravidelně zoubkované až peřenosečné, u horních jsou úkrojky užší a nestejně jemně zoubkované až celistvé. Konec listu tvarem připomíná ptačí stopu (odtud rodové jméno).
V paždí dolních listů vyrůstají drobné čtyřčetné květy vytvářející krátký a hustý hrozen který se za plodu prodlužuje. Oboupohlavné květy mají asi 1,2 mm dlouhé stopky které jsou zakončeny květním lůžkem asi 0,5 mm širokým. Zelené vejčité kališní lístky bývají 1,2 mm dlouhé a 0,5 mm široké, bílé obvejčité korunní lístky jsou 2 mm dlouhé a 1 mm široké. Čtyřmocných bílých tyčinek je šest a nesou vejčité prašníky. V květu jsou dvě až šest nektarií. Tento teplomilný druh má své vývojové optimum pozdě na jaře a v létě, kvete od května do září.
Na tlustých, 1 až 2 mm dlouhých, vzpřímených nebo šikmých stopkách vyrůstají hustě směstnané šešulky ledvinovitého tvaru které jsou 3 × 4 mm velké a kolmo na úzkou přehrádku smáčknuté. Povrch mají svraskaly, po obvodě jsou žebernatě zubaté, na bázi plytce vykrojené a na konci prodloužené s krátkou čnělkou. Nepukavá šešulka obvykle obsahuje dvě asi 2 mm dlouhá bezkřídlá semena která po navlhčení neslizovatí.

## Ohrožení
Vranožka šupinatá je druh jehož počty stanovišť na kterých vyrůstá i celková četnost rostlin se v přírodě Česka postupně snižuje. Je to dáno omezováním vhodných ploch které jsou v současnosti neatraktivní (asfaltování dvorků a polních cest, vysušování drobných rybníčků) a celkovou změnou v zemědělství, snižování počtů malochovů hospodářských zvířat a omezování pastvy dobytka. Zákonem chráněna není (vyrůstá na místech kde ji ani chránit nelze), ale "Červeným seznamem cévnatých rostlin České republiky z roku 2012" je zařazena mezi druhy silně ohrožené (C2t).